# Ali Rahbari

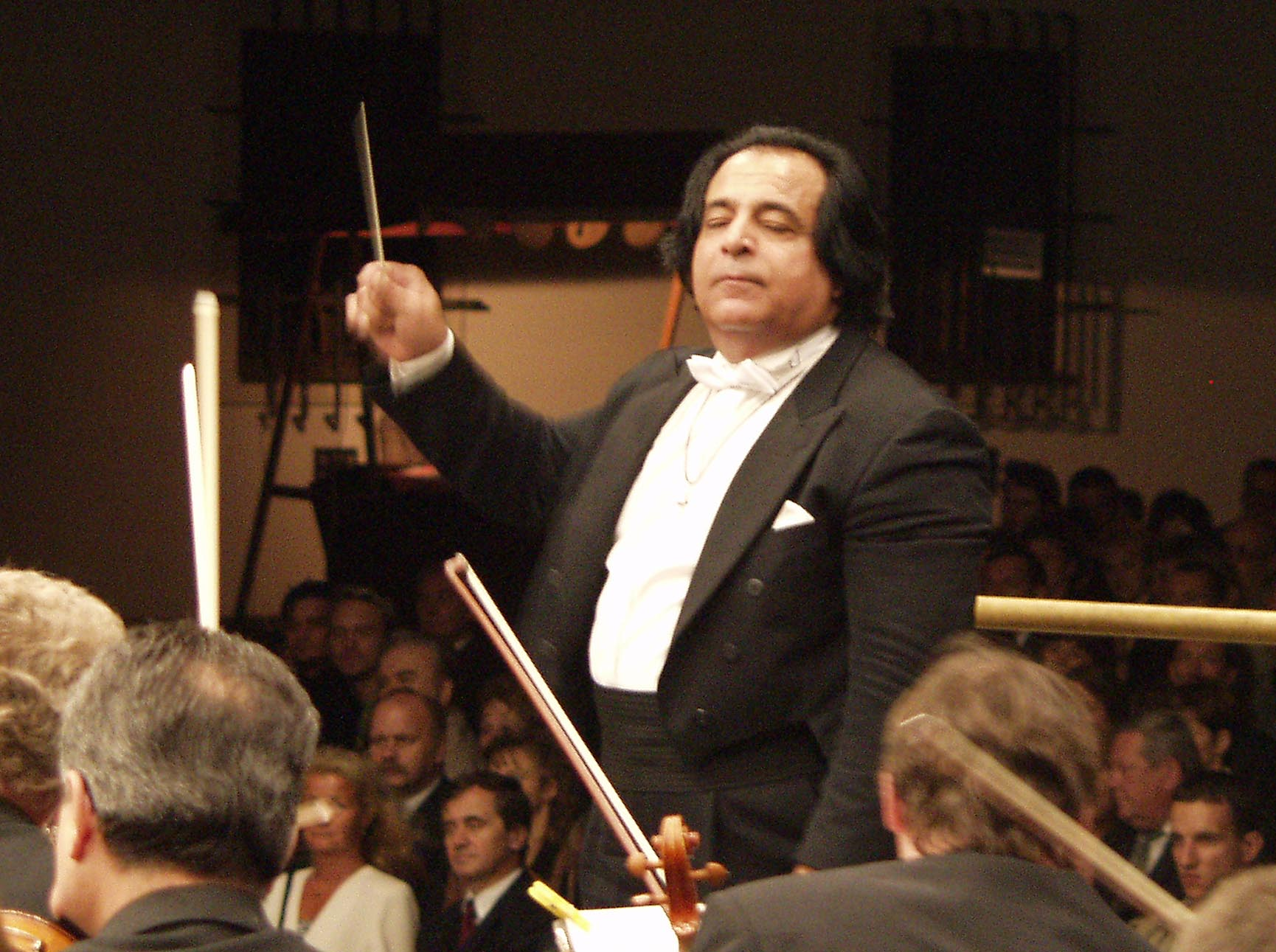
Ali Rahbari

Alexander Ali Rahbari (persisch على رهبرى, DMG ‘Alī-ye Rahbarī; * 26. Mai 1948 in Teheran, Iran) ist ein iranischer Komponist und Dirigent, der mit mehr als 120 Orchestern, darunter auch den Berliner Philharmonikern, zusammengearbeitet hat.

## Biographie
Rahbari studierte Violine und Komposition mit Rahmatollah Badiee und Hossein Dehlavi am iranischen Nationalen Musik-Konservatorium (englisch Tehran Conservatory). Schon im Alter von 17 Jahren spielte er als Geiger mit dem Philharmonischen Orchester Teheran unter der Leitung Hossein Dehlavis. Nach dem Abschluss seines Studiums gewann er ein Stipendium des iranischen Kulturministeriums und bewarb sich für ein anschließendes Studium an der Universität für Musik und darstellende Kunst Wien bei Gottfried von Einem, Hans Swarowsky und Karl Österreicher zur Vervollkommnung seines künstlerischen Könnens.
Einige Monate nach seiner Rückkehr in den Iran 1973 wurde er Direktor des dortigen Nationalen Musik-Konservatoriums und von 1974 bis 1977 Direktor des Teheraner Musik-Konservatoriums. Während dieser Zeit gründete er mit jungen iranischen Musikern die iranische Dependance des Jeunesses Musicales Orchestra, dessen Musikdirektor und ständiger Dirigent er war. Zudem dirigierte er das Teheraner Symphonie-Orchester und das Nationale Iranische Radio- und Television-Kammerorchester in der Talar-e Rudaki-Halle als Gastdirigent.
1977 emigrierte er nach Europa. Im selben Jahr gewann er den ersten Preis beim International Besançon Competition for Young Conductors und 1978 die Silbermedaille des Geneva International Conducting Competition.
Im selben Jahr bespielte er drei LPs unter dem Titel Symphonische Dichtungen aus Persien mit den Nürnberger Symphonikern einschließlich der Werke großer iranischer Komponisten des 20. Jahrhunderts, wie zum Beispiel Bijan & Manije von Hossein Dehlavi, Dance, Ballet-Immpressionen und Rhapsodie von Ahmad Pejman, Sheherazade von Aminollah (Andre) Hossein, Iranian Suite von Houshang Ostovar, Persian Mysticism in G (Rahbaris eigene Komposition) und Mouvement Symphonique von Mohammad Taghi Massoudieh.
1979 darf als eines der wichtigsten Jahre in Rahbaris Karriere gelten: Er wurde als Gastdirigent zu den Berliner Philharmonikern eingeladen und war 1980 bei den Osterfestspielen in Salzburg Assistent Karajans.
Von 1988 bis 1996 war Rahbari Chefdirigent am Flämischen Rundfunkorchester (1998 in Brüsseler Philharmoniker umbenannt) und danach von 1997 bis 1999 Musikdirektor an der Zagreber Philharmonie. Von 2000 bis 2004 wirkte er als Chefdirigent des Orquesta Filarmónica de Málaga.
2005 kehrte er in den Iran zurück und dirigierte am Teheran Symphony Orchestra Beethovens 9. Sinfonie. Die religiös-konservativ orientierte Führung des Landes und Irans Zeitungen unterstellten Rahbari deshalb, westlichen Werten im Iran Vorschub leisten zu wollen. Resigniert und aus Protest wegen der iranischen Musikindustrie kehrte er nach wenigen Monaten dem Land wieder den Rücken.
2009 stellte er ein neues Musical vor, das von Ideen und Rhythmen der traditionellen Musik Persiens beeinflusst ist.
2015 wurde Rahbari erneut ans Teheran Symphony Orchestra berufen, das 2012 aufgelöst worden war, und zum Chefdirigenten ernannt. Nach einem Jahr legte er das Amt nieder und nannte als Grund die unmöglichen Arbeitsbedingungen im Land.

## Ausgewählte Kompositionen
- Violin Konzert / Symphonie Persane Nohe Khan (1967/72)
- Persische Mysterien -in G-, für Orchester (1969)
- Beirut, für Flöten (1985)
- Music For Human Rights, für Orchester (1980s)
- EXTA$Y The Musical (Giacomo Puccini gewidmet) (1995/96)
  - Part 1: Sister Angelica
  - Part 2: Mister Gianni
- La Fuerza Flamenca, für Chor und Orchester (2000)